# NGC 4796
NGC 4796 (другие обозначения — NPM1G +08.0306, PGC 93119, KPG 359b) — эллиптическая галактика (морфологический тип E) в созвездии Девы. Открыта Альбертом Мартом в 1865 году.
Этот объект входит в число перечисленных в оригинальной редакции «Нового общего каталога».
Галактика является спутником более крупной спиральной галактики NGC 4795, проецируясь на её восточный спиральный рукав. NGC 4796 находится к востоку от ядра NGC 4795, угловое расстояние между их ядрами составляет 0,45′. На предполагаемом удалении это соответствует проецируемому расстоянию всего 17,7 тыс. световых лет. Первое издание (1987) атласа звёздного неба «Uranometria 2000.0» идентифицирует спутник как NGC 4796, но называет его звездой. При визуальном наблюдении в любительский телескоп NGC 4796 не видна; NGC 4795 видна как умеренно яркая, почти круглая галактика с ярким ядром. На расстоянии около 5′ к западу расположена галактика NGC 4791 (она близка по красному смещению и, вероятно, входит в ту же группу галактик, что и NGC 4795 и NGC 4796). 
Пара галактик NGC 4795 и NGC 4796 внесена в «Каталог изолированных пар галактик северного полушария» (Караченцев, 1972) с обозначением KPG 359, сами галактики обозначены как KPG 359a и KPG 359b
Пекулярная структура более массивной галактики пары, вероятно, обусловлена взаимодействием с её спутником, NGC 4796.